# 윤리적 소비주의
윤리적 소비는 소비자가 상품이나 서비스따위를 구매할 때 윤리적인 가치판단의식 에 따라 의식적인 선택을 하는 것, 또는 윤리적으로 올바른 선택을 하는 것을 말한다.
윤리적 소비는 상품이 상품과 그것이 어디서 만들어 졌는지 어떻게 생산되었는지 간에 연관성을 만드는 것이라고 할 수 있다. 윤리적 소비를 하려면, 구매하기 전에 멈추어서 우리의 생활/구매 방식이 환경 뿐 아니라 다른 사람들이나 다른 공동체들에 어떤 영향을 주는지를 우리 스스로 생각해보는 것이 필요하다. 윤리적 소비 의식을 지닌 소비자는 무언가를 구매하는 것이 단지 상품을 구매하는 것이 아니라 그 회사와 상품이 만들어지는 과정에 동의하고 투표하는 것을 의미한다는 것을 깨닫게 된다.
윤리적 소비를 하지 않는다면, 불의와 지속불가능한 성장 모델을 영원히 지속되도록 우리가 선택/지원하고 있는 것이 될 수 있다.
윤리적 소비자들은 윤리적 기업들을 지원함으로써 광범위한 사회적 경제적 변화를 가져오는 주체로써 행동하게 되는 것이다.
공정 무역 제품을 구입하는 것은 부유한 나라와 가난한 나라 간에 무역 불균형을 조정하는데 도움을 주도록 할 수 있고, 가구가 재생 목재로 만들어 지도록 할 수 있고, 가구 제조업자는 그러한 목재를 구하기 위해 더 많은 자원을 전환 할 수 있고, 지속 불가능하고 때로는 불법적 인 벌목 관행이 줄어 들게 할 수 있다.
환경 보호, 건전한 인사 정책 또는 아동 노동 회피와 같은 허용된 사회 규범에서 벗어난 회사는 윤리적 소비를 통해서 소비자의 처벌을받을 수 있게 될 것이다.
우리의 구매로 투표를 하는 것은 근본적으로 위험이나 불편함이 따르지만 - 즉 소비 민주주의에서는 가장 돈 많은 사람들이 더 많은 투표권을 갖지만 - 결과적으로 소비자의 힘이 사회-경제적인 변화에 영향을 미칠 수 있다는 것은 인식함으로써, 우리가 사는 이 세상의 모습을 우리가 더 좋게 바꿀 수 있게 될 것이다.

## 같이 보기
- 공정무역
- iCOOP생협